# Зіпо
Зіпо (Chironius) — рід неотруйних змій з родини полозових (Colubridae). Має 25 видів. Інша назва «ліанові змії». Походить від португальського слова cipó, тобто ліана. Вони своїм кольором та будовою нагадують саме ліани.

## Опис
Загальна довжина представників цього роду коливається від 1 до 3 м. Голова невелика, дещо витягнута. Тулуб тонкий, стрункий. Забарвлення голови яскраве — жовтувате, червоне, помаранчеве. Тулуб має зелений, оливковий або коричневий колір з різними відтінками й відблисками. Черево зазвичай світліше — з жовтуватими або кремовими барвами. Своїм забарвленням нагадує ліани, де вони мешкають. Зустрічаються навіть меланісти.

## Спосіб життя
Полюбляють тропічні ліси. Усе життя проводять на деревах або чагарниках біля водойм. Гарно плавають та лазають. Активні вдень. Харчуються ящірками, земноводними, дрібними птахами.
Це яйцекладні змії. Самиці відкладають від 3 до 18 яєць.

## Розповсюдження
Мешкають у Центральній та Південній Америці.

## Види
- Chironius bicarinatus (Wied-Neuwied, 1820)
- Chironius brazili Hamdan & Fernandes, 2015
- Chironius carinatus (Linnaeus, 1758)
- Chironius challenger Kok, 2010
- Chironius diamantina Fernandes & Hamdan, 2014
- Chironius dracomaris Sudré, Andrade-Junior, Folly, Azevedo, Ávila, Curcio, Nunes & Passos, 2024
- Chironius exoletus (Linnaeus, 1758)
- Chironius flavolineatus Jan, 1863
- Chironius flavopictus (Werner, 1909)
- Chironius foveatus Bailey, 1955
- Chironius fuscus (Linnaeus, 1758)
- Chironius grandisquamis (Peters, 1869)
- Chironius gouveai Entiauspe-Neto, Lyra, Koch, Quintela, Abegg & Loebmann, 2020
- Chironius laevicollis (Wied-Neuwied, 1824)
- Chironius laurenti Dixon, Wiest & Cei, 1993
- Chironius leucometapus Dixon, Wiest & Cei, 1993
- Chironius maculoventris Dixon, Wiest & Cei, 1993
- Chironius monticola Roze, 1952
- Chironius multiventris Schmidt & Walker, 1943
- Chironius quadricarinatus (Boie, 1827)
- Chironius scurrulus (Wagler, 1824)
- Chironius septentrionalis Dixon, Wiest & Cei, 1993
- Chironius spixii (Hallowell, 1845)
- Chironius vincenti (Boulenger, 1891)
- Chironius whipala Quinteros-Muñoz, Gómez-Murillo, Camacho-Badani, Aguayo, Carpio-Real, Pérez, Marca, Gonzales & Torres-Carvajal, 2024